# Српска народна књижевност
Термин народна књижевност употребио је најпре крајем 16. века француски писац Мишел де Монтењ, који је у ‘’поезији народној и невино природној‘’ гаскоњских сељака и народа који немају писма налазио неких чари и поредио их са лепотом ‘’поезије савршене по правилима уметности‘’. На шире прихватање овог термина у европским оквирима и на промењен однос према творевинама простог и неуког света још битније утицао је Немац Јохан Готфрид Хердер својом збирком у 2 књиге (Volkslieder), која се појавила 1778-1779. године, и својим теоријским есејима. У нас је на прихватање термина народне песме и народне приповетке пресудно утицао Вук Стефановић Караџић. Када је Вука, на самим почецима његовог рада, наговарао да бележи народне песме и приче, Јернеј Копитар показивао му је Хердерову збирку народних песама.
Са опадањем романтичарског заноса народним песмама и причама, када се народна књижевност почела изучавати аналитички, као специфичан део културне баштине, термину народна књижевност стављене су замерке. Одредница „народна“ у српском језику, као и у многим другим језицима, вишезначна је: реч народ и њене изведенице могу да имају етничко (народ је нација) и социјално значење (народ су сељаци, неписмени, сиромашни, нижи друштвени слојеви). Из намере да се огради од романтичарског поимања овог вида књижевности и да се избегне непожељна двосмисленост уведен је термин усмена књижевност. Термин је први пут употребио Пол Себијо (1881) на француском језику, а у српској науци се јавља 1911. године у књизи Андре Гавриловића Историја српске и хрватске књижевности усменог постања. Овим термином истиче се њено најбитније својство: усмено настајање и преношење, потире се романтичарско схватање о колективном стваралаштву („народни гениј“) и ствара се дихотомија усмена/писана књижевност која нема непожељно вредносно значење.
Међутим, ни увођење термина усмена књижевност није решило проблем именовања. Овај термин може да буде ширег опсега од онога што се сматра делима народне књижевности, јер су се у прошлости усмено преносили и други облици, као што су нека дела настала под окриљем цркве. У данашње време термин усмена књижевност, ако бисмо га схватили дословно, могао би да обухвати низ видова савремене масовне културе (радио, телевизија). Термину усмена књижевност недостаје и традицијски аспект, који старији термин народна књижевност поседује.
Проблем именовања овог вида књижевног стваралаштва још увек није јасно решен, па неки научници употребљавају термин народна, а други усмена књижевност. Има случајева и упоредне употребе оба термина, у зависности на шта се ставља акценат: на традиционалност или на начин преношења. Покушај да се ова два појма споје у један (народна усмена књижевност и обрнуто) не решава проблем, већ га само додатно компликује, јер имплицира постојање народне књижевности која није усмена или усмене књижевности која није народна и вештачки спаја два односа према истом феномену.

## Опште одлике народне књижевности

### Синкретичност
У аутентичном друштвеном амбијенту какав је владао у време када су настајале и преносиле се усменим путем народне песме и приче нису постојале одвојено од других уметности. Њих је одликовао синкретизам (јединство) више уметности. Песме су певане, уз пратњу неког инструмента (фрула, гајде, гусле, тамбура), везане за карактеристичну или општу мелодију, а често су праћене игром (коло). Чак су и бајке носиле у начину своје изведбе особине синкретизма, јер је причање бајки у исто време било и извођење са елементима глуме. Неке лирске песме, попут краљичких или додолских, биле су део обреда који је у себи садржавао и елементе драме, мада у рудиментираном облику. Везане за обреде и обичаје песме су, поред уметничког синкретизма (музика, плес, драма), биле део и ширег, извануметничког облика синкретизма (уметност, обред/обичај).

### Варијативност
Свака творевина народне књижевности, са изузетком сасвим кратких облика, остварује се на више начина, подложна је непрестаним променама, па појава варијанти чини једно од њених основних својстава. Још је Вук Караџић уочио да међу песмама и причама које је сакупио има сличних текстова, па им је давао називе Опет то, али друкчије или Опет то, мало друкчије. За разлику од писане књижевности, где свака промена осим ауторове интервенције није легитимна, у оквиру народне књижевности нема правих и лажних варијаната, осим ако се не ради о мистификацији. Варијанте могу да буду мање или више успеле, потпуне или непотпуне, краће или дуже, старије или млађе, више или мање распрострањене у времену и простору, сачуване у писаном облику или хипотетичке. У развијеним усменокњижевним традицијама каква је српска, промене могу захватити све структуре једног дела, али се варијантом сматра само промена настала у оквиру истог жанра, у делима која су идентичног основног мотива и идентичне или сродне по основном току радње.

## Језик народне књижевности
Језик народне књижевности је литерарни језик који, кроз уста народног певача или приповедача, преноси одређену естетску информацију до слушалаца и не треба га поистовећивати са народним језиком. Народни језик је језик свакодневне комуникације и, чак и у време Вуковог сакупљачког рада, знатно се разликује од језика народних песама и прича. Његова је функција да пренесе информацију и ту је основна разлика између језика свакодневице и језика песама и прича — естетски моменат.

## Стилски поступци и средства

### Метафора
Као метафора појављују се појмови из свакодневног живота, који припадају тактуелно, визуелно и емпиријски познатом.
Раван која емитује слику метафоре потиче из четири семантичка поља:
- биљни свет (ружа-ружица, љубичица, зумбул, када, рузмарин, дуња, наранџа)
- животињски свет (јагње, јелен, кошута, соко-соколица, голуб-голубица, кукавица, ластавица)
- астрално подручје (Сунце, Месец, звезде, звезда Даница)
- племенити метали и драго камење (злато, сребро, бисер)

Поред ових метафора врло учестало се јављају и метафоре срце, душа и вила.

### Перифраза
Перифраза се у народној књижевности користи у виду формула које прекривају одређени појам. Најчешће захватају област љубави, секса и смрти (умирања).
Перифразе из области љубави и секса:
- љубавно сједињење — давање, поклањање
- девојачка жеља да се уда — изражава се жеља да буде одведена момачком дому
- невина жена — не зна шта је мушка глава
- неплодност (јаловост) мушкарца — поставља му се питање: Зар ти немаш на срдашцу биља

Перифразе из области смрти (умирања):
- смрт се парафразира у виду питања покојнику- куда си се запутио, зашто си се оделио од света
- смрт се парафразира и устаљеним изразима — испустити душу, дати Богу душу, с душом се раставити
- убити, погубити — раставити с коњем и саставити са земљом

### Поређење
Као извори поетских слика насталих поређењем јављају се готово иста семантичка поља која се јављају и у метафори: биљни и животињски свет, астрално подручје, али и поређење са снегом (Грло јој се бијели/ као снијег у гори), са ватром (Плану Јуже како огањ живи).

### Антитеза (контраст)
Контрастом се супротстављају поједине речи, појмови и поетске слике, а контраст може да буде и основно начело композиције усменокњижевне творевине. У врстама са развијеном нарацијом (епска и епско-лирска песма, бајка, новела) контрастом су дати углавном сви елементи фабуле као што су ликови, дескрипција, место радње или време.

### Словенска антитеза
Словенска антитеза је аутохтони елемент српске усменокњижевне традиције, у њој је настала и одатле је ширила свој утицај на дела писане књижевности. Теоретичари књижевности је различито дефинишу, као поређење, контраст или негативно поређење. У српским народним песмама словенска антитеза има строго утврђену идеалну шему:
| предформула         | Боже мили, чуда великога,       |
| платформа           | што процвиље у Банање Горње?    |
| алтернативна питања | Да л' је вила, да ли гуја љута? |
| објашњења           | Да је вила — навише би била,    |
| објашњења           | да је гуја — под камен би била, |
| негације            | нит' је вила, нити гуја љута,   |
| разјашњење          | већ то цвили Перовић Батрићу.   |

У конкретном извођењу не мора бити остварено свих шест елемената. Платформа, негација и разјашњење су обавезни елементи словенске антитезе, док се остали елементи употребљавају од случаја до случаја. Словенска антитеза је увек уводна формула, мада се не мора увек појавити на иницијалној позицији у песми. Њена је функција да на почетку песме произведе утисак и да заинтересује за збивање. Јавља се у епски, лирским и епско-лирским песмама.

### Алегорија
Алегорија се у народној књижевности, скоро по правилу, гради персонификацијом биљног и животињског света. Сродна је метафори, јер и једна и друга стилска фигура имају у усменом песништву утврђена, традицијом установљена и непроменљива значења која се само једним делом успостављају у конкретном тексту песме. Већим делом значење метафора и алегорија извире из архаичних веровања, предања, магије и животног искуства. Алегорија се чешће јавља у лирским народним песмама. Када се јаве у епским песмама представљају лирски елемент у епском ткиву. Чувена је алегорија у песми Ропство Јанковић Стојана, заснована на метафорама ластавице и сокола, односно вијања и савијања гнијезда. Веома успеле су и алегорије о паду златне јабуке у Бојану у песми Зидање Скадра, затим слика небеских прилика у уводном делу песме Почетак буне против дахија. Мотив пророчког сна такође представља алегоријску поетску слику, као на пример сан Јована капетана о грому који удара у кућу, у песми Женидба Максима Црнојевића.

### Персонификација
У љубавним, сватовским и породичним лирским песмама употребљавају се персонификације које служе метафорично-алегоријском опису људских бића, најчешће заљубљених, чија је функција посредно изражавање осећања. У обредним и религиозним лирским песмама најчешће су персонификације које су реликт старог веровања у паганске богове, по којем је свака природна појава лик бога или поседује душу. Са примањем хришћанства пантеон паганских богова замењен је хришћанским свецима. Ова два типа персонификације се тешко разграничавају, јер оно што је некад било израз обредних паганских веровања и митских представа и прожето новијим, хришћанским слојем, касније може да буде прихваћено као алегоријска поетска слика, вредна због своје лепоте (митолошка религиозна песма Женидба сјајнога мјесеца.
У епским песмама подручје употребе персонификације сведено је: гавранови се јављају као гласници несреће и то готово увек у пару. Јављају царици Милици исход битке на Косову у песми Слуга Милутин, а у Вишњићевој песми Бој на Мишару одговарају љуби Кулин-капетана о исходу и смрти њеног мужа. Рањени соко води дијалог са Дмитром Јакшићем у песми Диоба Јакшића. И коњ често проговара у епским јуначким песмама. У песми Женидба краља Вукашина Момчилов коњ Јабучило открива издају љубе Вукосаве, а у песми Смрт Марка Краљевића Шарац свом господару наговештава смрт.
У приповеткама које су засноване на фантастичном персонификација се употребљава врло често, јер се њоме лакше прелази граница између људског, свакодневног и натприродног, чудесног.

### Епитет
Епитет је стилска фигура која се учестало појављује у делима народне књижевности, али је релативно ограничен фонд употребљаваних епитета. Један одређени придев увек стоји уз неку одређену именицу и никада не бива замењен неким другим. Овакав тип епитета назива се стални епитет.

## Класификација
- 1. Епика
  - Епика у прози
    - Предања
      - Демонолошка или митска предања
      - Етиолошка предања
      - Историјска предања
      - Културно-историјска предања

    - Приповетке
      - Басне и приче о животињама
      - Бајке
      - Легендарне приче и скаске
      - Новеле
      - Шаљиве приче
      - Анегдоте
      - Ратничко-патријархалне анегдоте

  - Епика у стиху
    - Јуначке (епске) песме
      - Преткосовски циклус
      - Косовски циклус
      - Циклус Краљевића Марка
      - Покосовски циклус
      - Хајдучке и ускочке песме
      - Циклус песама о ослобођењу Србије и Црне Горе

    - Приповедне песме
      - Религиозно-моралистичке легенде у стиху
      - Бајке у стиху
      - Новелистичке песме
- 2. Епско-лирске песме
  - Баладе
  - Романсе
  - Легендарне песме
- 3. Лирика
  - Обредне и обичајне песме
    - Обредне песме
      - Коледарске и божићне песме
      - Богојављанске или водичарске песме
      - Песме на ранилу
      - Ђурђевске песме
      - Ускршње или велигденске песме
      - Лазаричке песме
      - Спасовске песме
      - Краљичке песме
      - Ивањске песме
      - Додолске песме и крстоношке песме

    - Обичајне песме
      - Сватовске песме
      - Здравице (почашице и почаснице)[1]
      - Тужбалице

  - Религиозне песме
    - Митолошке песме
    - Хришћанске песме
    - Слепачке песме

  - Посленичке песме или песме уз рад и песме о раду
  - Љубавне песме
  - Породичне песме
  - Шаљиве песме
    - Пародије
    - Ругалице
- 4. Краће говорне умотворине
  - Пословице и изреке
  - Загонетке
  - Питалице
  - Басме, врачања
  - Брзалице
  - Разбрајалице (бројанице)
  - Благослови
  - Клетве
  - Заклетве